# Ogród Zoologiczny w Wilnie
Ogród Zoologiczny w Wilnie – zwierzyniec, przekształcony w ogród zoologiczny, działający w Wilnie w okresie międzywojennym. 
W Wilnie w 1926 roku założono niewielki zwierzyniec przy ul. Zawalnej działający przy miejscowej szkole. W 1930 r. miasto dokupiło 0,25 ha gruntów przyległych do zwierzyńca celem jego rozszerzenia. W tym czasie hodowano w nim gatunki krajowe. W 1932 r. powstało Towarzystwo Przyjaciół Ogrodu Zoologicznego w Wilnie, które do 1939 r. pod prezesurą Aleksandra Dmochowskiego zajmowało się m.in. popularyzacją zwierzyńca, zbiórką funduszy na jego istnienie, budową nowych obiektów i przygotowaniem do przekształcenia w miejskie zoo. Drugim donatorem było miasto. Stopniowo zwiększająca się liczba obiektów hodowlanych umożliwiła pod koniec okresu międzywojennego wzrost liczby zwierząt do przeszło 150 sztuk, prawie wyłącznie krajowych ssaków i ptaków, a poza tym kilku małp. Fauna reprezentowała kilkadziesiąt gatunków. 
W 1936 r. Towarzystwo wydzierżawiło 5 ha na Antokolu celem przeniesienia tam ogrodu, gdyż stara lokalizacja nie oferowała możliwości rozwoju przestrzennego. Finansowane przez władze miejskie, Towarzystwo i rząd polski zakrojone na dużą skalę prace nad budową nowego zoo wraz z nasadzeniami roślinności, w tym drzew i stworzeniem muzeum przyrodniczego trwały do roku 1939, jednak do wybuchu wojny nie zdołano ich ukończyć i zwierzęta przebywały w starym obiekcie. 
Historii powstania miejscowego ogrodu poświęcona została publikacja Leopolda Pac-Pomaranckiego Historja ogrodu zoologicznego w Wilnie wydana w Wilnie w 1936 roku. 